# Oscylacja sinusoidalna
Oscylacja sinusoidalna – rytm sinusoidalny czynności serca płodu (ang. fetal heart rate, FHR), wiążący się z zanikiem mikrofluktuacji czynności serca płodu. Stanowi odzwierciedlenie stanu głębokiego niedotlenienia i kwasicy, często poprzedzając wewnątrzmaciczne obumarcie płodu. Spotykana jest stosunkowo rzadko (1/1000 zapisów). Obecność rytmu sinusoidalnego jest stanem alarmowym dla płodu i zawsze wymaga podjęcia natychmiastowych decyzji klinicznych.

## Typy rytmu sinusoidalnego
- wolny – oscylujący co 2-5 minut,
- szybki – oscylujący co 20-30 sekund.

Szybki rytm sinusoidalny współistniejący z prawidłową aktywnością ruchową nie jest objawem bezpośredniego zagrożenia płodu. Wymaga jednak wprowadzenia wzmożonego nadzoru i wnikliwej obserwacji stanu płodu. Wolny rytm sinusoidalny występuje w formie płaskiej wstęgi zapisu FHR i przy braku aktywności ruchowej płodu, stanowi bezpośredni dowód postępującego niedotlenienia wewnątrzmacicznego i ciężkiej kwasicy. 

## Przyczyny
Rytm sinusoidalny występuje w:
- przypadkach najcięższej patologii ciąży,
- znacznego stopnia ograniczeniach wewnątrzmacicznego wzrostu płodu,
- anemii, będącej wynikiem krwawień łożyskowych,
- immunizacji matczyno-płodowej.

Obydwa typy oscylacji sinusoidalnej są łatwe do rozpoznania za pomocą oceny wzrokowej. Mogą jednak generować nieznajdujące odniesienia do realnie istniejącego stanu zagrożenia płodu epizody wysokiej zmienności. Jednakże są rozpoznawane przez system komputerowy i dają obraz sytuacji alarmowej.